# Rybník (okres Domažlice)
Rybník (německy Waier) je obec v okrese Domažlice v Plzeňském kraji. Leží osm kilometrů jihozápadně od Hostouně a dvacet kilometrů severozápadně od Domažlic. Žije zde 148 obyvatel.

## Historie
První písemná zmínka o obci pochází z roku 1748. Již v roce 1621 byla v písemných zdrojích na dané lokalitě při velkém rybníce uváděna ves Podkorytany. Rybník, založený městem Domažlice, později zanikl, a jako Waier (Rybník) byla označena vesnice v tomto místě.

## Obyvatelstvo
Při sčítání lidu v roce 1921 zde žilo 389 obyvatel, z toho tři Čechoslováci, 383 Němců a tři byli jiné národnosti. Všichni obyvatelé se hlásili k římskokatolické církvi.
| Rok            | 1869 | 1880 | 1890 | 1900 | 1910 | 1921 | 1930 | 1950 | 1961 | 1970 | 1980 | 1991 | 2001 | 2011 | 2021 |
| -------------- | ---- | ---- | ---- | ---- | ---- | ---- | ---- | ---- | ---- | ---- | ---- | ---- | ---- | ---- | ---- |
| Počet obyvatel | 341  | 328  | 331  | 389  | 389  | 389  | 434  | 39   | 39   | 135  | 175  | 159  | 175  | 175  | 151  |
| Počet domů     | 42   | 42   | 44   | 43   | 45   | 44   | 65   | 65   | 33   | 22   | 18   | 18   | 25   | 30   | 30   |

| Rok            | 1869  | 1880  | 1890  | 1900  | 1910  | 1921  | 1930  | 1950 | 1961 | 1970 | 1980 | 1991 | 2001 | 2011 | 2021 |
| -------------- | ----- | ----- | ----- | ----- | ----- | ----- | ----- | ---- | ---- | ---- | ---- | ---- | ---- | ---- | ---- |
| Počet obyvatel | 3 021 | 3 030 | 3 068 | 3 158 | 3 322 | 3 365 | 3 329 | 143  | 138  | 168  | 198  | 169  | 180  | 181  | 166  |
| Počet domů     | 345   | 372   | 379   | 393   | 405   | 417   | 509   | 146  | 33   | 28   | 23   | 22   | 32   | 37   | 37   |

## Obecní správa

### Části obce
- Rybník (k. ú. Rybník nad Radbuzou, Korytany, Novosedly u Rybníku, Švarcava a Velký Horšín)
- Liščí Hora (k. ú. Novosedly u Rybníku)
- Mostek (k. ú. Mostek u Rybníku)
- Závist (k. ú. Závist u Rybníku)

### Obecní symboly
Znak a vlajka byly obci uděleny rozhodnutím předsedy Poslanecké sněmovny Parlamentu České republiky dne 10. září 2021.

## Galerie

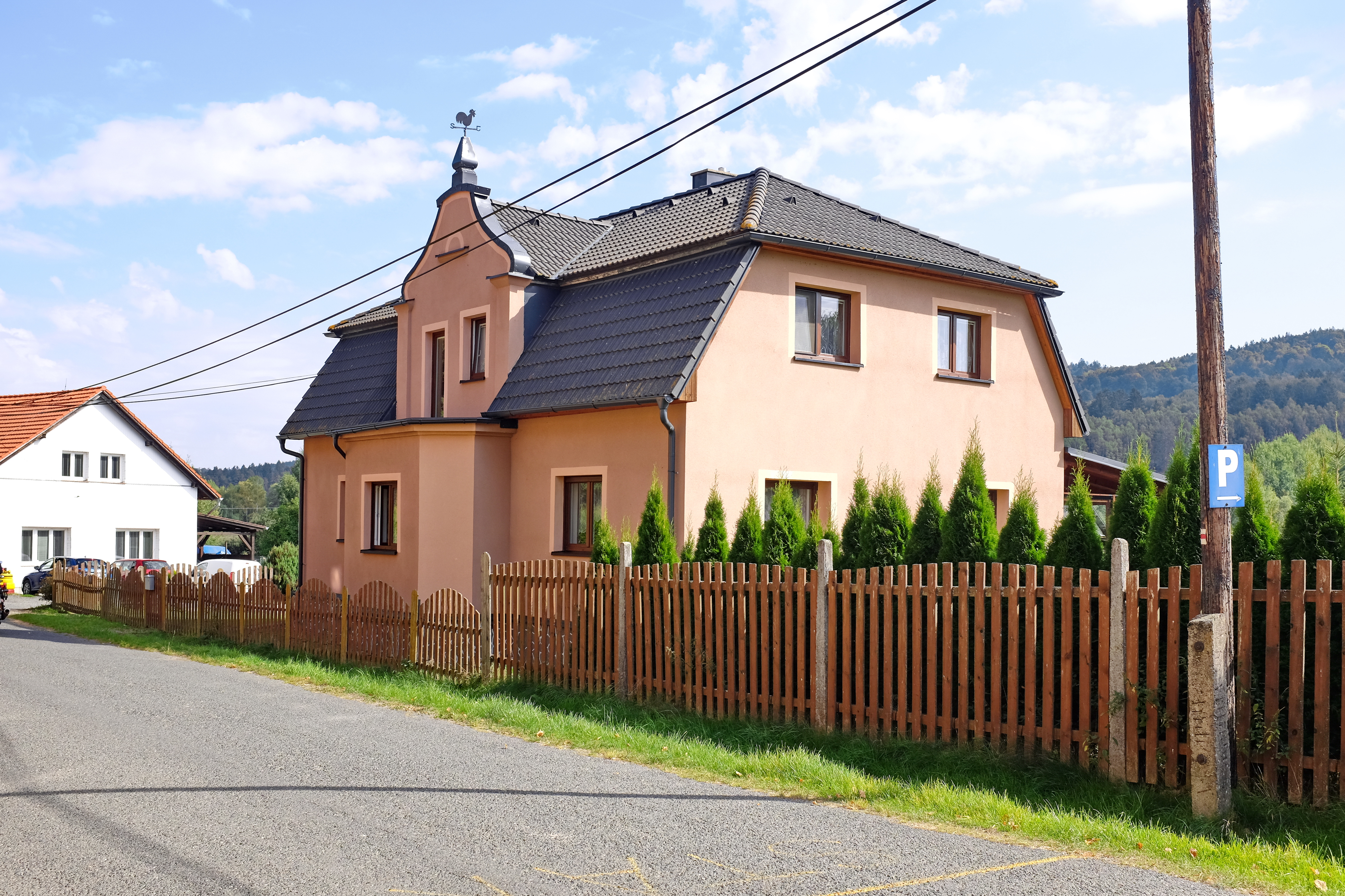
Hlavní silnice
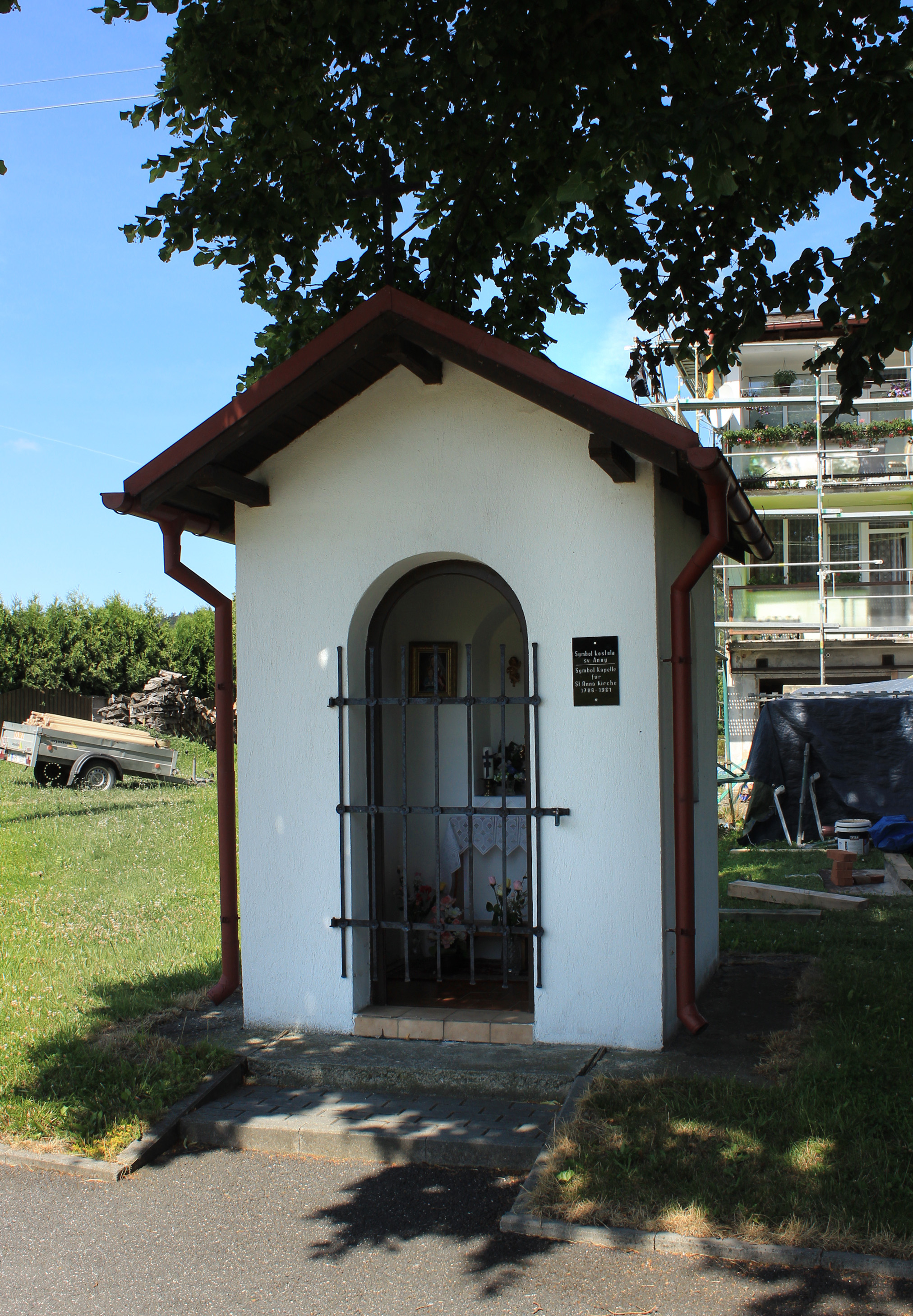
Kaplička u hlavní silnice
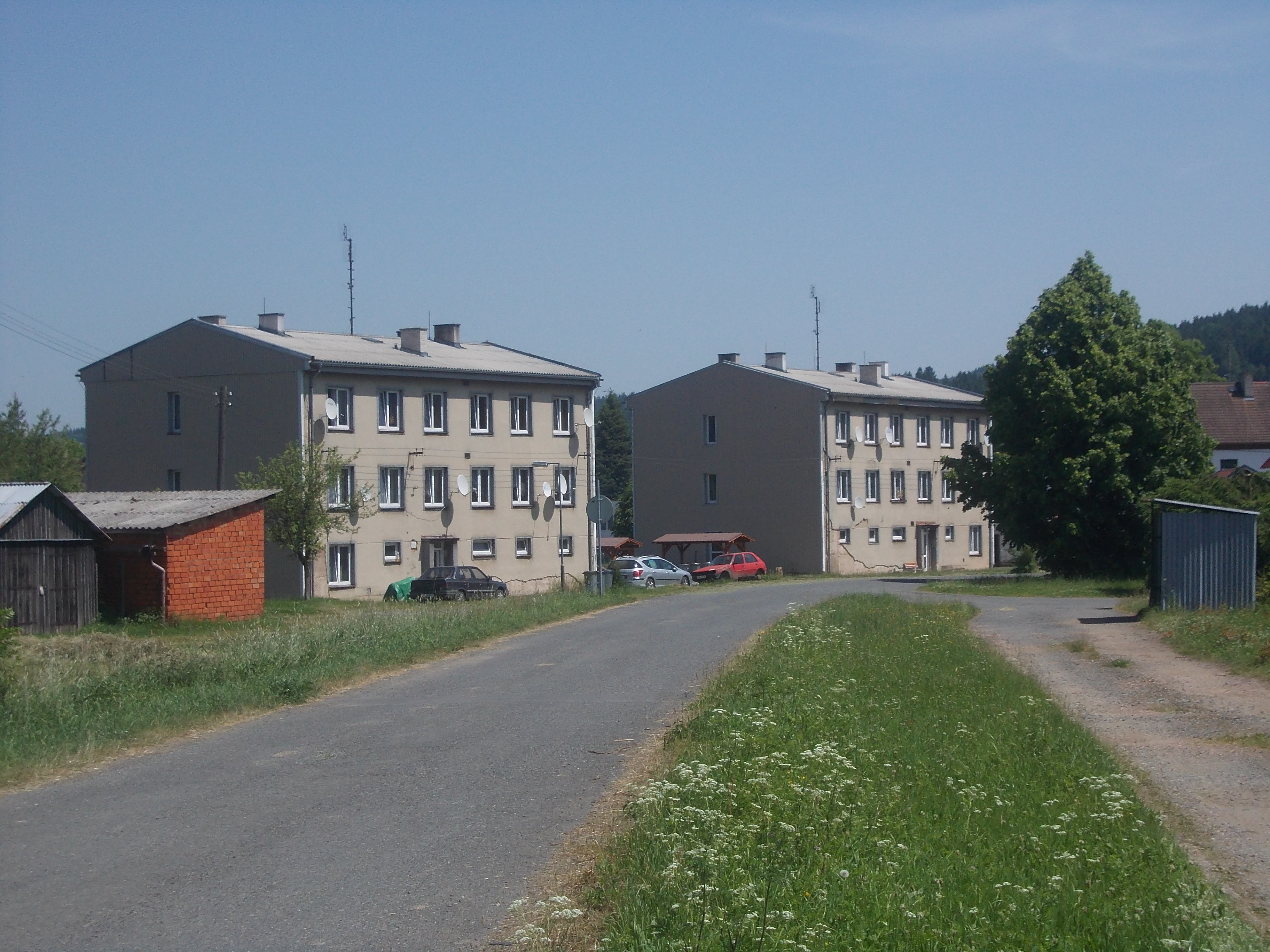
Bytovky v jižní části obce